# Meridiano 94 W
O meridiano 94 W é um meridiano que, partindo do Polo Norte, atravessa o Oceano Ártico, América do Norte, Golfo do México, Oceano Pacífico, Oceano Antártico, Antártida e chega ao Polo Sul. Forma um círculo máximo com o Meridiano 86 E.
Começando no Polo Norte, o meridiano 94º Oeste tem os seguintes cruzamentos:
| País, território ou mar | Notas                                           |
| ----------------------- | ----------------------------------------------- |
| Oceano Ártico           |                                                 |
| Canadá                  | Ilha Axel Heiberg, Nunavut                      |
| Baía Norueguesa         |                                                 |
| Canadá                  | Ilha Cornwall, Nunavut                          |
| Canal de Belcher        |                                                 |
| Canadá                  | Ilha de Devon, Nunavut                          |
| Canal de Wellington     |                                                 |
| Canadá                  | Ilha Cornwallis, Nunavut                        |
| Canal de Parry          | Estreito de Barrow                              |
| Canadá                  | Ilha Somerset, Nunavut                          |
| Golfo de Boothia        | Baía de Brentford                               |
| Canadá                  | Parte continental de Nunavut                    |
| Bacia de Rasmussen      |                                                 |
| Canadá                  | Parte continental de Nunavut                    |
| Baía de Hudson          |                                                 |
| Canadá                  | Manitoba Ontário                                |
| Estados Unidos          | Minnesota Iowa Missouri Arkansas Luisiana Texas |
| Golfo do México         |                                                 |
| México                  | Tabasco Veracruz Oaxaca Chiapas                 |
| Oceano Pacífico         |                                                 |
| Oceano Antártico        |                                                 |
| Antártida               | Território não reivindicado                     |